# 関西学院グリークラブ
関西学院グリークラブ（かんせいがくいんグリークラブ）は、関西学院大学の学生により構成される1899年設立の日本最古の男声合唱団である。現在の技術顧問は同大学職員である広瀬康夫。
オリックス元会長宮内義彦、富士ゼロックス元代表取締役社長（現相談役）宮原明、日清製粉グループ元代表取締役社長村上一平、を初め、経済界にも多くの人材を輩出している。

## 概要
1899年（明治32年）、原田の森（現在の神戸市灘区）にあったキャンパスで創設された。関西学院本館講堂にて7、8人の生徒で歌われた賛美歌の4部合唱が始まりだといわれている。
1930年（昭和5年）に当時のマネージャー・井筒長治郎が提唱した「メンタルハーモニー」をクラブのモットーとし、これには単なる技術的な調和だけでなく、「心=メンタル」の部分から調和していなければならないという思いが込められている。戦前から山田耕筰に師事した林雄一郎による純正調ハーモニーの習得や、卒業後プロの指揮者となった北村協一による黒人霊歌や多田武彦などの日本の組曲への挑戦、畑中良輔によるドイツ歌曲を中心とした海外オペラ曲への挑戦など指導陣にも恵まれ、日本の男声合唱界を牽引してきた。1965年（昭和40年）にアメリカ演奏旅行（リンカーンセンターでの演奏）を実施。同年に実施された第33回リサイタルにて「アイヌのウポポ」を初め高度な技術の曲に取り組み、これらの曲のいくつかをアメリカ演奏旅行での曲目とした。これを機に活動の主体をコンクールから演奏会活動へと移すこととなった。特に重厚なベースパートと繊細なテナーから醸しだされるハーモニーと、日本語・英語の丁寧な発音、折り目正しいステージマナーで知られる。
東西四大学合唱演奏会、関西学院グリークラブフェスティバル、関西学院グリークラブリサイタルの年3回の演奏会とコンクールへの出場、演奏旅行が団の活動の中心である。1976年（昭和51年）と2015年（平成27年）の2度、長井賞を受賞。

## エピソード
- 全国の男声合唱団で歌われている「ウ・ボイ（U Boj）」は、関西学院グリークラブが戦前神戸に滞在していたチェコ軍から譲り受けたものであり[6]、各種演奏会のアンコールに歌われることが多い。

## 主なディスコグラフィー
「合唱名曲コレクション」シリーズの発売元は東芝EMI、「日本合唱曲全集」の発売元はビクターエンタテインメント（のち、日本伝統文化振興財団）。特に断りのないものはCD。公式サイトにてプライベート盤を複数販売している。
- 日本合唱曲全集 月光とピエロ 清水脩作品集 - 『アイヌのウポポ』を担当。
- 日本合唱曲全集 雨 多田武彦作品集 - 男声合唱組曲『柳河風俗詩』『中勘助の詩から』を担当。
- 合唱名曲コレクション9 マザーグースの歌 - 青島広志『マザーグースの歌』から4曲を担当。
- 合唱名曲コレクション21 月光とピエロ - 清水脩『月光とピエロ』を担当。
- 合唱名曲コレクション24 レクイエム - 三木稔『阿波』を担当。
- 合唱名曲コレクション25 川よとわに美しく - 平吉毅州『さすらいの船路』を担当。
- 合唱名曲コレクション27 尾崎喜八の詩から - 多田武彦『尾崎喜八の詩から』を担当。
- 合唱名曲コレクション28 雪明りの路 - 多田武彦『雪明りの路」『在りし日の歌』を担当。
- 合唱名曲コレクション30 最上川舟唄 - 清水脩「大漁祝い」など5曲を担当。
- 合唱名曲コレクション31 ギルガメシュ叙事詩 - 青島広志作曲。出発の巻、帰郷の巻を収録。
- 合唱名曲コレクション32 グリークラブアルバム第1集 - 2曲を担当。
- 合唱名曲コレクション33 グリークラブアルバム第2集 - 7曲を担当。
- 合唱名曲コレクション36 グリークラブアルバム第3集 - 9曲を担当。
- 合唱名曲コレクション37 グリークラブアルバム第4集 - 2曲を担当。
- 合唱名曲コレクション41 雪国にて - 多田武彦『雪国にて』を担当。
- 日本の合唱 上（ビクター） - 石井歓『枯木と太陽の歌』を同志社グリークラブとともに演奏。LP。
- グスタフ・マーラー 交響曲第2番『復活』（キングレコード） - 朝比奈隆の指揮による大阪フィルハーモニー交響楽団創立40周年記念演奏会ライヴ。ソプラノに豊田喜代美、メッゾ・ソプラノに伊原直子を迎え、武庫川女子大学音楽学部とともに演奏[7]。

## 主な初演作品
- 青島広志 - ギルガメシュ叙事詩 出発の巻 / ギルガメシュ叙事詩 帰郷の巻 / 11ぴきのネコ（男声版）
- 菅野浩和 - らくがき帖
- 多田武彦 - 中勘助の詩から / 雪明りの路 / 航海詩集 / 白き花鳥図 / 中原中也の詩から / 尾崎喜八の詩から
- 新実徳英 - ことばあそびうたII / 鐘の音を聴け
- 平吉毅州 - 子供の国 / さすらいの船路
- 源田俊一郎 - ディズニー名曲集 / Musical "Man of La Mancha" / Musical「オクラホマ!」
- 千原英喜 - 耳無芳一合戦壇ノ浦 / 降魔成道ーこうして彼は仏陀となった

## 全日本合唱コンクール成績
戦前の競演合唱祭3連勝（1933年（昭和8年） - 1935年（昭和10年））の実績を持ち、戦後に始まった全日本合唱コンクールにおいても受賞を重ねる。
1948年（昭和23年）の第1回全日本合唱コンクール全国大会一般部門優勝を皮切りに（第3回までは現役・OB合同で一般部門、第4回からは現役のみで大学部門にエントリーする）、第6回まで6年連続優勝、1962年（昭和37年）の第15回までに通算12回の優勝を果たす。1963年（昭和38年）の同コンクール招待演奏を最後に、翌々年の世界大学合唱祭参加準備のためコンクール不参加を決め、以後長くコンクールに出場しない時代が続いたが、2006年（平成18年）より再度、出場している。
- 2006年 金賞
  - 課題曲 Joan Szymko「Ave Maria」
  - 自由曲 Murray Schafer『Magic Songs』より「Chant to bring back the wolf」「Chant to make fences fall down」「Chant to make fireflies glow」「Chant to make the stones sing」「Chant to make the magic work」
- 2007年 銅賞
  - 課題曲 Urmas Sisask「Miserere Mei, Deus」
  - 自由曲 Leoš Janáček「Ach vojna, vojna」「Krasne oi tve」
- 2008年 不出場（関西大会では金賞）
  - 課題曲 Tomas Luis de Victoria「Tenebrae factae sunt」
  - 自由曲 Kodály Zoltán「Fölszállott a páva」「Huszt」
- 2009年 銅賞
  - 課題曲 遠藤雅夫『眼の森』男声合唱のために より「海へ」
  - 自由曲 堀悦子 男声合唱組曲『隠岐四景』より「伊三郎節」
- 2010年 金賞（兵庫県教育長賞、カワイ奨励賞）
  - 課題曲 三善晃 男声合唱のための組曲『だれもの探検』より「まっさかさまなまさかのうた」
  - 自由曲 多田武彦 男声合唱組曲『尾崎喜八の詩から』より「冬野」「かけす」
- 2011年 金賞（青森市教育長賞）
  - 課題曲 高田三郎「冬・風蓮湖」
  - 自由曲 高嶋みどり 男声合唱組曲『青いメッセージ』より「ごびらっふの独白」
- 2012年 金賞（富山県教育委員会賞）
  - 課題曲 松下耕 男声合唱組曲『秋の瞳』より「はらへたまつてゆく かなしみ」
  - 自由曲 三木稔 合唱による風土記『阿波』より「水取り」「たたら」
- 2013年 金賞（千葉市教育長賞）
  - 課題曲 清水脩 男声合唱組曲『朔太郎の四つの詩』より「五月の貴公子」
  - 自由曲 清水脩 男声合唱組曲『アイヌのウポポ』より 「イヨマンテ（熊祭り）」「恋歌」「輪舞（リムセ）」
- 2014年 金賞（高松市教育長賞）
  - 課題曲 信長貴富 男声合唱とピアノのための『新しい歌』より「うたを うたう とき」
  - 自由曲 新実徳英 男声合唱とピアノのための『ことばあそびうたII』より「かっぱ」「さる」
- 2015年 金賞（日本放送協会賞）
  - 課題曲 Felix Mendelssohn Bartholody「Türkisches Schenkenlied」
  - 自由曲 Veljo Tormis「Incantatio maris aestuosi」
- 2016年 金賞（文部科学大臣賞）
  - 課題曲 Kodály Zoltán「Fölszállott a páva」
  - 自由曲 千原英喜 平家物語による男声合唱のためのエチュード「那須与一」
- 2017年 金賞（日本放送協会賞）
  - 課題曲 Francis Poulenc『Quatre petites prières de Saint François d'Assise』より「Seigneur, je vous en prie」
  - 自由曲 Bob Chilcott「Newton's Amazing Grace」「Thou, my love, art fair」
- 2018年 金賞（文部科学大臣賞）
  - 課題曲 Frantz Schubert「Die Nacht」
  - 自由曲 千原英喜 男声合唱のための『東海道中膝栗毛』より「お江戸日本橋 / 鹿島立ち」
- 2019年 金賞（10大会連続）
  - 課題曲 Jean Sibelius『Two partsongs』より「Ne pitkän matkan kulkijat」
  - 自由曲 Albert Duhaupas『Messe Solennelle』より「Gloria」
- 2020年 新型コロナウイルスの影響により大会中止。課題曲は翌年度に持ち越しとなった。
- 2021年 金賞（岡山市教育長賞）
  - 課題曲 Gioachino Rossini「Preghiera」
  - 自由曲 間宮芳生『合唱のためのコンポジションIII』より「艫」「引き念仏」
- 2022年 金賞（文部科学大臣賞）
  - 課題曲 Robert Schumann「Frühlingsglocken」
  - 自由曲 千原英喜 男声合唱のための「Agnus Dei=空海・真言・絶唱」
- 2023年 銀賞
  - 課題曲 Francis Poulenc「Salut, Dame Sainte」
  - 自由曲 Sydney Guillaume「GAGÒT」
- 2024年 不出場（関西大会では金賞）
  - 課題曲 Orlande de Lassus「Matona mia cara」
  - 自由曲 千原英喜 男声合唱のための「耳無芳一合戦壇ノ浦」

※2006年はAグループ（32人以下）、2007年・2008年はBグループ（33人以上）に出場。2009年より大学部門においてはグループ分けはなくなり一本化される。2013年より「大学ユース合唱の部」となる。

## 新月会
関西学院グリークラブのOB団体として新月会（しんげつかい）が組織されている。